# Antonius Gerard van Onsenoort
Antonius Gerard van Onsenoort (Utrecht, 27 oktober 1782 - 23 december 1841) was een Nederlands oogheelkundige en hoogleraar geneeskunde aan de Rijksuniversiteit Leuven.

## Levensloop
Na zijn kinderjaren te hebben doorgebracht in een calvinistisch weeshuis, leerde hij het beroep van timmerman aan. Na enkele jaren werd hij leerjongen bij de Utrechtse chirurg A. van de Water. In 1804 werd hij hulpassistent in het militair hospitaal van Den Haag. Hij werkte ook in het militair hospitaal in Antwerpen en volgde lessen aan de chirurgenschool in Amsterdam. In mei 1805 werd hij gepromoveerd tot chirurgijn eerste klas. De koning van Holland, Lodewijk Napoleon Bonaparte, verleende hem in 1806 het brevet van hoofdchirurg en hij werd de lijfarts van de gouverneurs van de Hollandse rijstvelden in Oost-Indië (Java en Sumatra).
In 1806 scheepte Van Onsenoort in op een Amerikaanse viermaster en na een tussenlanding in New York voer hij verder naar Batavia (het huidige Djakarta). Het schip werd echter door Engelsen gekaapt. In maart 1808 kwam hij vrij en scheepte in op de Gelderland, richting Batavia. De Gelderland werd op zijn beurt gekaapt en Van Onsenoort werd in Engeland geïnterneerd. In februari 1809 kwam hij weer vrij. Hij keerde naar Nederland terug en nam weer opnieuw dienst in het leger. In februari 1811 werd hij chirurg-majoor, eerst in het keizerlijk Frans leger in Portugal en daarna in dat van Spanje. Toen de Franse legers verslagen werden sloot hij zich aan bij de geallieerden.
In 1815 trad Van Onsenoort als chirurg op voor het Pruisisch leger tijdens de Slag bij Waterloo en hij werd gewaardeerd voor zijn inzet. Ten tijde van het Verenigd Koninkrijk der Nederlanden richtte Willem I in maart 1817 een opleidingsziekenhuis op in Leuven. Van Onsenoort werd hier benoemd als directeur en ging er chirurgie doceren. Tevens werd hij benoemd tot hoogleraar oogheelkunde aan de Rijksuniversiteit Leuven. Zijn inaugurale rede handelde over De cataracta.
In 1818 installeerde hij de oogheelkunde, met 24 bedden, in de lokalen van de voormalige Pedagogie De Valk, afgezonderd van de algemene geneeskunde die zich in het Sint-Pietersziekenhuis bevond met 36 bedden. De wedijver onder professoren geneeskunde laaide op. Het gevolg was dat Van Onsenoort Leuven in 1822 verliet. De leerstoel oogheelkunde bleef gedurende 14 jaar vacant en zou pas opnieuw bezet worden onder de Katholieke Universiteit Leuven in 1836.
Willem I verleende hem een militaire promotie en benoemde hem tot directeur in het militair ziekenhuis van Utrecht, waar de militaire ziekenhuizen van Leiden en Leuven werden bijeengebracht. Hij stichtte in 1832 de "Nederlandsche Lancet", geïnspireerd op het sedert 1815 uitgegeven Londense tijdschrift "The Lancet" en op het in 1831 in Dresden gestichte "Zeitschrift für die Ophtalmologie". Hij bleef er een tiental jaren de hoofdredacteur van en het verdween kort na zijn dood.
Toen hij in 1827 naar Nijmegen werd overgeplaatst, sloeg hij de benoeming af en wijdde zich voortaan aan een drukke privépraktijk. In 1832 nam hij actief deel aan de bestrijding van de cholera-epidemie in Utrecht.
Hij werd steeds meer door reuma geplaagd en in 1840 beëindigde hij zijn praktijk. Willem II verleende hem in in april 1841 een pensioen voor goede en trouwe diensten, maar nog datzelfde jaar overleed hij.

## Publicaties
- Verhandelingen over grauwe staar met betrekking tot verschillende kunstbewerkingen, 1818.
- Geschiedenis der oogheelkunde (...), Leuven, 1818.
- Observations sur le rétablissement de la vue, Brussel, 1822.
- De militaire chirurgie geschiedkundig beschouwd (...), Utrecht, 1822.
- Beschrijving van den heelkundigen veldtoestel door hem uitgevonden (...), Gorinchem, 1828.
- Bijdragen tot de geschiedenis der vorming van een kunstigen oogappel (...), Utrecht, 1829.
- De operative heelkunde (...), 3 delen, Amsterdam, 1835-37.
- Genees- en Heelkundig handboek over d opogziekten (...), Amsterdam, 1839-19840.